# Francisco Viti
Francisco Viti (* 15. August 1933 in Misasa-Evanga, Ganda, Provinz Benguela; † 15. April 2023 in Luanda) war ein angolanischer Geistlicher und römisch-katholischer Erzbischof von Huambo.

## Leben
Francisco Viti besuchte das Kleine Seminar in Quipeio. Anschließend studierte er Philosophie und Katholische Theologie am Priesterseminar Cristo Rei in Nova Lisboa. Am 14. Juli 1963 empfing er in der Kathedrale Nossa Senhora da Conceição in Nova Lisboa das Sakrament der Priesterweihe für das Bistum Nova Lisboa.
Viti war zunächst von 1963 bis 1970 in der Pfarrseelsorge in Chicala Cholohanga tätig. Danach wurde er für weiterführende Studien nach Rom entsandt, wo er 1972 an der Päpstlichen Universität Gregoriana einen Abschluss im Fach Philosophie erwarb. Darüber hinaus erlangte er 1974 am Institut Catholique de Paris in Paris mit der Arbeit Analyse institutionnelle d’un établissement scolaire de 2nd cycle („Institutionelle Analyse einer Schule des zweiten Ausbildungszyklus“) einen Abschluss im Fach Katechetik. Nach der Rückkehr in seine Heimat wurde Viti Regens des interdiözesanen Priesterseminars Cristo Rei in Nova Lisboa.
Papst Paul VI. ernannte ihn am 10. August 1975 zum ersten Bischof des mit gleichem Datum errichteten Bistums Serpa Pinto (später: Menongue). Der Apostolische Delegat in Angola, Erzbischof Giovanni De Andrea, spendete ihm am 28. September desselben Jahres in Nova Lisboa die Bischofsweihe; Mitkonsekratoren waren Américo Henriques, Bischof von Nova Lisboa, und Zacarias Kamwenho, Bischof von Novo Redondo. Viti wählte den Wahlspruch Pacem per cor („Frieden durch das Herz“).
Am 12. September 1986 bestellte ihn Papst Johannes Paul II. zum Erzbischof von Huambo. Viti gehörte zudem dem ständigen Rat der Bischofskonferenz von Angola und São Tomé (CEAST) an und fungierte als deren Delegierter beim Treffen der Bischöfe in Südafrika (IMBISA). Außerdem war er mit der Übersetzung des Katechismus der Katholischen Kirche in Umbundu betraut.
Papst Johannes Paul II. nahm am 31. Juli 2003 seinen vorzeitigen Rücktritt an. Nach einem Autounfall im Februar 2023 musste Viti längere Zeit im Krankenhauskomplex Cardeal Dom Alexandre do Nascimento in Luanda behandelt werden, wo er am 15. April desselben Jahres im Alter von 89 Jahren starb.